# Back to the Future II
Назад в будущее II (англ. Back to the Future II) — видео-игра 1990 года по мотивам одноимённого фильма, выпущенная для игровых платформ Sega Master System, Amiga, Amstrad CPC, Atari ST, Commodore 64 и DOS. Игра отличается от Back to the Future II & III, выпущенной для системы NES.

## Сюжет
Путешественники во времени — Марти МакФлай, Эмметт Браун, Дженнифер Паркер и пёс Эйнштейн — прибывают в 2015 год, и Марти выдаёт себя за своего сына, чтобы противостоять внуку Биффа, Гриффу, и его банде один на один. Марти удаётся изменить историю благополучным для его семью образом, но ни он, ни Док не замечают, как престарелый Бифф угоняет ДэЛориан со спортивным альманахом в руках, перемещается во времени и отдаёт книгу себе молодому в 1955 году. Вернувшись в будущее, Бифф оставляет машину там же, где и оставили её Марти и Док. Когда те вместе с Дженнфиер возвращаются в 1985 год, они не узнают свой дом — кругом царит хаос и разгул преступности, а разбогатевший Бифф Таннен становится негласным главой города!

## Уровни
Игра состоит из 5 уровней:

Скриншот из игры для Sega Genesis — примеры вида уровней кроме 5 по порядку, слева направо.

- Погоня на летающих досках (англ. Hoverboard Chase): Марти на летающий доске уворачивается от пешеходов и предметов в 2015 году.
- Спасение Дженнифер (англ. Jennifer Rescue): Игрок должен помочь Дженнифер выбраться из будущего дома МакФлаев и не встретиться с её семьёй, открывая и закрывая двери, и не позволяя героям встретить Дженнифер.
- Стычка с Биффом (англ. Beat Biff): Уровень выполнен в стиле классического аркадного файтинга, где Марти должен столкнуться с прихвостнями Биффа в искажённом 1985 году.
- Пазл (англ. Band Puzzle): игрок должен за время собрать картинку-пазл, на которой изображён Марти, играющий на школьных танцах.
- Погоня на летающих досках 2 (англ. Hoverboard Chase 2): этот уровень похож на первый, но действие его происходит в 1955 году.